# Joseph Radetzky von Radetz
Johann Josef (Joseph) Wenzel (Anton Franz Karl) Graf Radetzky von Radetz (tiếng Séc: Jan Josef Václav Antonín František Karel hrabě Radecký z Radče) (2 tháng 11 năm 1766 – 5 tháng 11 năm 1858) là một quý tộc người Séc và là Thống chế quân đội Áo thời kỳ Đế quốc. Radetzky được xem là một những nhà quân sự kiệt xuất của Áo nửa đầu thế kỷ 19. Radetzky đã khởi đầu binh nghiệp của mình với tư cách là một thiếu sinh quân dưới thời Hoàng đế Joseph II. Từng là người đưa tin cho Bộ Tham mưu của Bá tước Franz Moritz von Lacy, ông đã tham gia cuộc Chiến tranh Áo-Thổ Nhĩ Kỳ (1787–1792) và những cuộc Chiến tranh Cách mạng Pháp, và được phong làm Hiệp sĩ của Huy chương Maria Theresia vào năm 1801.
Sau khi quân Áo bị quân Pháp của Napoléon Bonaparte đánh bại trong trận Wagram vào năm 1809 (nơi ông đã thể hiện khả năng của mình), ông được cử làm Tổng tham mưu trưởng Quân đội Áo. Trên cương vị này, ông đã đổi mới các chiến thuật đồng thời đề xuất hàng loạt cải cách. Trong các năm 1813–1814, ông đã góp phần dẫn đến thất bại của Napoléon: bộ não của ông được xem là một trong những nhân tố khiến cho quân Liên minh Phổ - Áo - Nga đánh thắng Napoléon trong trận Leipzig vào năm 1813, đánh đuổi Napoléon ra khỏi đất Đức, sau đó tiến công nước Pháp và buộc ông ta phải thoái vị. Vào năm 1814, ông tham dựa Hội nghị Viên. Ông trở thành Tổng tư lệnh Quân đội Áo ở Bắc Ý trong các năm 1831 – 1837 và được phong hàm Thống chế vào năm 1836 lúc ông đã 70 tuổi.
Nhưng tiếng tăm của ông chủ yếu là nhờ những chiến tích của ông tại Ý trong các cuộc cách mạng năm 1848. Dù khi ấy đã 82 tuổi, ông nhận lệnh trấn áp phong trào dân tộc chủ nghĩa Ý do vua Carlo Alberto I của Sardegna lãnh đạo chống lại sự thống trị của Đế quốc Áo. Lực lượng Áo do Radetzky chỉ huy đã đánh thắng quân Sardinia trong trận Santa Lucia, trận Custoza (1848) và trận Novara (1849), buộc Sardinia phải bồi thường một khoản chiến phí khổng lồ cho nước Áo. Qua những chiến công của mình, ông đã cứu vãn Vương triều nhà Habsburg khỏi sự diệt vong. Trên cương vị là Thống đốc vùng Lombardy-Venetia thuộc Áo (1850–1857), ông đã ra sức ngăn ngừa phong trào dân tộc chủ nghĩa Ý. Ông mất năm 1858. Ông được binh lính mến mộ mệnh danh là "Bố già Radetzky". Ông được tôn vinh trong bài thơ nổi tiếng "An Radetzky" của nhà thơ-nhà viết kịch Franz Grillparzer và bản "Hành khúc Radetzky" được chơi nhiều tại Áo do nhà soạn nhạc Johann Strauss I sáng tác.

## Liên kết
Tư liệu liên quan tới Count Johann Joseph Wenzel Radetzky von Radetz tại Wikimedia Commons